# Tigraystadion
Het Tigraystadion is een multifunctioneel stadion in Mek'ele, een stad in Ethiopië.
Het stadion wordt vooral gebruikt voor voetbalwedstrijden, de voetbalclubs Mekelle 70 Enderta F.C en Dedebit maken gebruik van dit stadion. In het stadion is plaats voor 35.000 toeschouwers.